# Chiesa della Madonna della Bianca
La chiesa della Madonna della Bianca si trova nel comune di Campello sul Clitunno, esattamente a La Bianca, frazione capoluogo del comune composto da 13 frazioni sparse sul territorio e raggruppate amministrativamente. È situata in piazza Garibaldi, fra il Palazzo comunale, il Palazzo Casagrande e il Palazzo Negri Arnoldi.

## Storia

### Costruzione
La costruzione iniziò nel 1516 con decreto firmato dal monsignor Francesco Eroli, vescovo di Spoleto. A quel tempo la zona era occupata da un vasto bosco di querce, chiamato “La Macchia”, attraversato da una stradina che collegava il castello di Campello Alto con Spoleto. Sul margine, nella parte esterna di un vecchio fabbricato, un anonimo pittore locale aveva dipinto un'immagine sacra, Madonna col Bambino in grembo; entrambi i soggetti erano ritratti con i capelli biondi e la carnagione molto chiara, tratti somatici che indussero la gente del posto a chiamare l'immagine, e poi la zona circostante, con il nome di “La Bianca”.
All'immagine furono presto attribuite manifestazioni miracolose che diffusero in zona molta devozione; i fedeli nel 1514 le costruirono intorno una piccola cappella con duplice funzione di centro di aggregazione sia religioso che civile per l'intera comunità. Fu questo il primitivo nucleo dell'attuale santuario, citato e documentato due anni più tardi nel decreto Eroli.
Gli abitanti di Campello ben presto giudicarono insufficiente la capienza della piccola cappella ad altare unico, decisero quindi di costruire rapidamente un luogo di culto più adeguato all'accoglienza dei fedeli che, attratti dai presunti miracoli, accorrevano numerosi a venerare la sacra immagine.

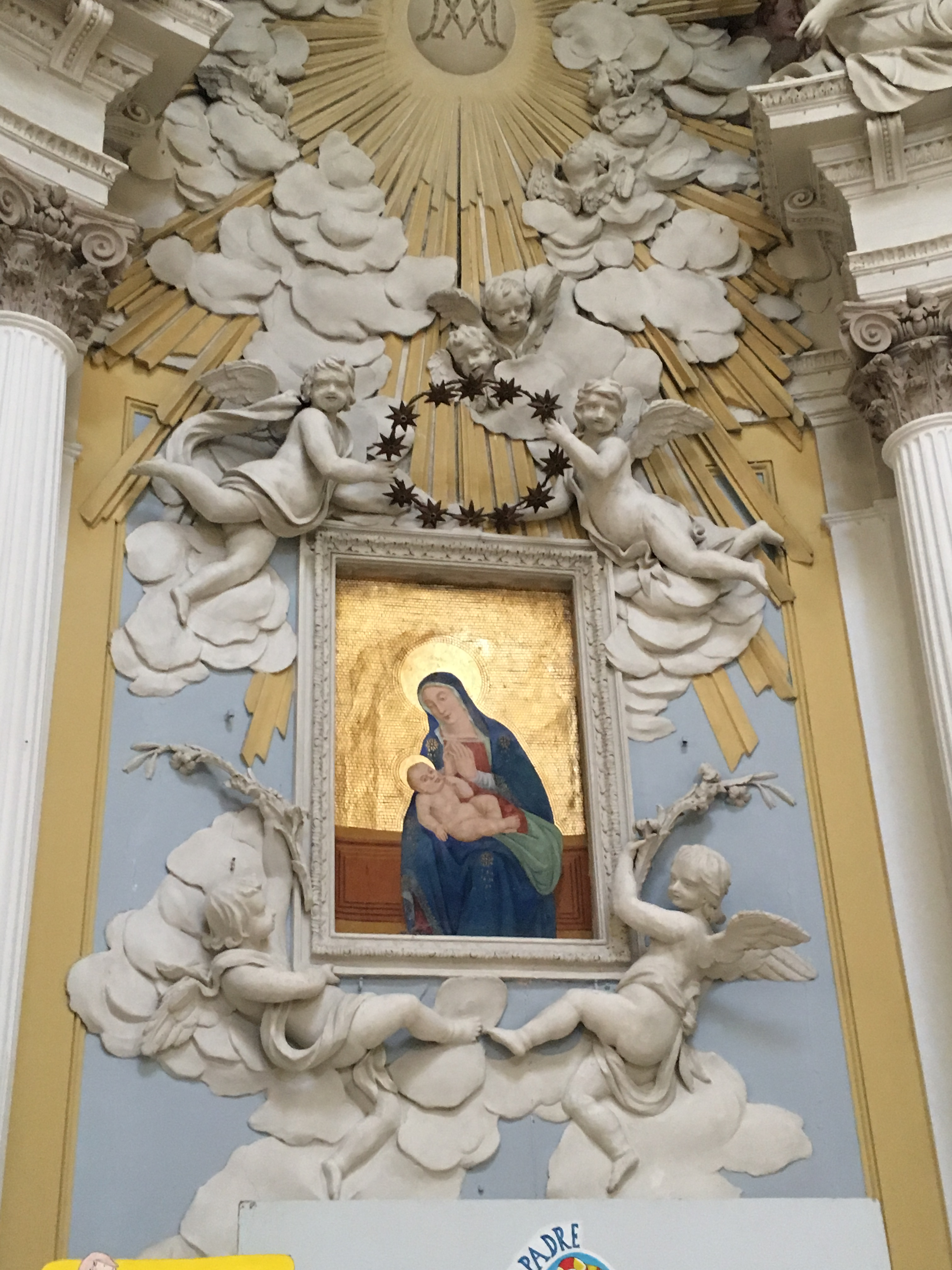
Madonna col Bambino. Immagine del XVI sec. dalla quale si sviluppò il primitivo nucleo del santuario

I lavori del santuario, grazie alle offerte popolari e alla volontà del vescovo, cominciarono il 29 settembre 1516 e si protrassero diversi anni, suddivisi in almeno cinque fasi edilizie.
La tradizione popolare descrive in modo suggestivo il trasferimento dell'affresco dal vecchio muro alla nuova sede: si racconta che di notte la Madonna della Bianca ritornasse puntualmente nel precedente sito mostrando di preferire la primitiva dimora più rustica. Solo dopo ripetuti tentativi la Vergine si piegò al volere popolare.
La chiesa venne intitolata inizialmente alla Madonna del Soccorso, poi alla Madonna della Misericordia e infine alla Madonna Bianca, per distinguerla dal santuario della Madonna della Bruna, eretta nel 1512 vicino a Castel Ritaldi, e dalla chiesa di Santa Maria di Pietrarossa, eretta nel 1487 vicino Trevi.
Luigi Fausti, attraverso documenti d'archivio contabili e rogiti, ricostruì le fasi costruttive dell'edificio che pubblicò in un opuscolo stampato anonimo nel 1926. È possibile leggervi significative annotazioni in merito a:
- pagamento nell'agosto 1521 a favore di Cione di Taddeo di Como, relativo alla realizzazione del portale
- testimonianze della presenza in loco del maestro muratore Nicolò di Giorgio da Como
- accordo a cottimo stipulato nel settembre 1523 con i maestri lombardi Bernardo di Giovanni e Antonio di Ambrogino entrambi di Caglio (Como)
- accordi ancora a cottimo negli anni 1529 e 1530 con Antonio Boncini, Paolo da Milano e Andrea di Donato, anche loro lombardi
- riferimenti a altre maestranze, segno che frequentemente si succedevano e si integravano più maestri
- nel maggio 1785, in qualità di stuccatore, risulta Giuseppe Monti da Lugano
- l'architetto Francesco Angelo Amadio (1755-1817), detto Scheggino, impegnato anche nel rinnovamento del palazzo comunale di Spoleto, risulta a libro paga per una decina d'anni come capomastro muratore[3].

Agli inizi dei seicento accanto alla chiesa venne costruito un edificio semplice e modesto con funzione di locanda per il ricovero e la sosta dei pellegrini. Acquistato nel giugno del 1737 (o forse nel 1757) dalla contessa Lavinia della Genga, vedova del conte Filippo Accoramboni di Spoleto, fu oggetto di molteplici interventi di restauro e adibito a casino di caccia. Nella prima metà dell'Ottocento passò alla famiglia Fratellini ed ebbe un nuovo rimaneggiamento degli ambienti interni e un rilevante ampliamento del giardino; nel 1885 passò all'avvocato Luigi Arnoldi. Ulteriormente ampliato e abbellito nel secondo dopoguerra dagli eredi Arnoldi, venne denominato Palazzo Negri Arnoldi. Attualmente (agosto 2017) è usato come struttura ricettiva.

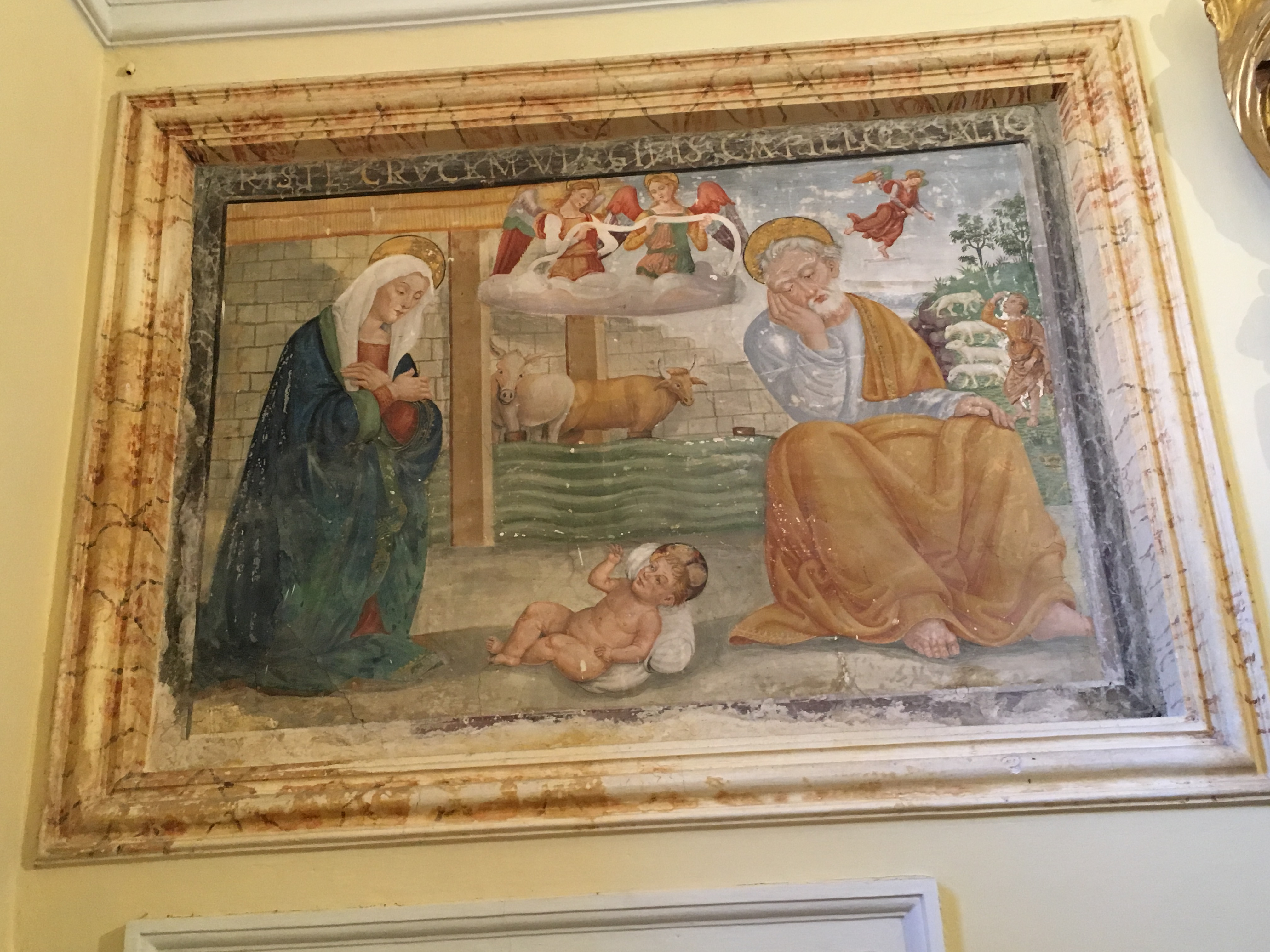
Natività, affresco de Lo Spagna

### Visite Pastorali
Anche grazie ai diari delle numerose visite pastorali, avvenute nei secoli XVI, XVII e XVIII, conservati presso l'archivio storico diocesano di Spoleto, è possibile ricostruire alcuni cambiamenti apportati al complesso nel corso del tempo:
- monsignor Fulvio Orsini[6] dell'ottobre 1563 descrive l'altare maggiore come portatile, mobile, poteva quindi essere spostato. Il pavimento era incompleto; all'interno era custodito un monumento funerario; nel campanile era presente una sola campana.
- il cardinale Maffeo Barberini, futuro papa Urbano VIII, nel settembre 1610, descrive l'altare maggiore come fisso; dietro di esso la tribuna e il coro, di lato l'organo descritto come "bellissimo", al lato opposto l'altare del Rosario; quattro altari laterali, in pessime condizioni, erano stati eretti da privati. Due confraternite si prendevano cura della chiesa; un ospizio adiacente accoglieva i pellegrini.
- monsignor Giacinto Lascaris nel 1713 annota la presenza di due campane, di cinque altari e del tetto in parte a volte. Si adopera per trasferire l'organo sopra la porta principale, dove si trova tuttora, e fa chiudere l'ospizio, quasi distrutto dal terremoto del gennaio 1703[7].
- monsignor Giovanni Battista Arnaldi nel 1859 conferma l'esistenza di due confraternite e scrive di "un ampio e ornato edificio sacro dedicato a Santa Maria della Bianca, provvisto ottimamente di sacri ornamenti"[8].

### Eventi recenti

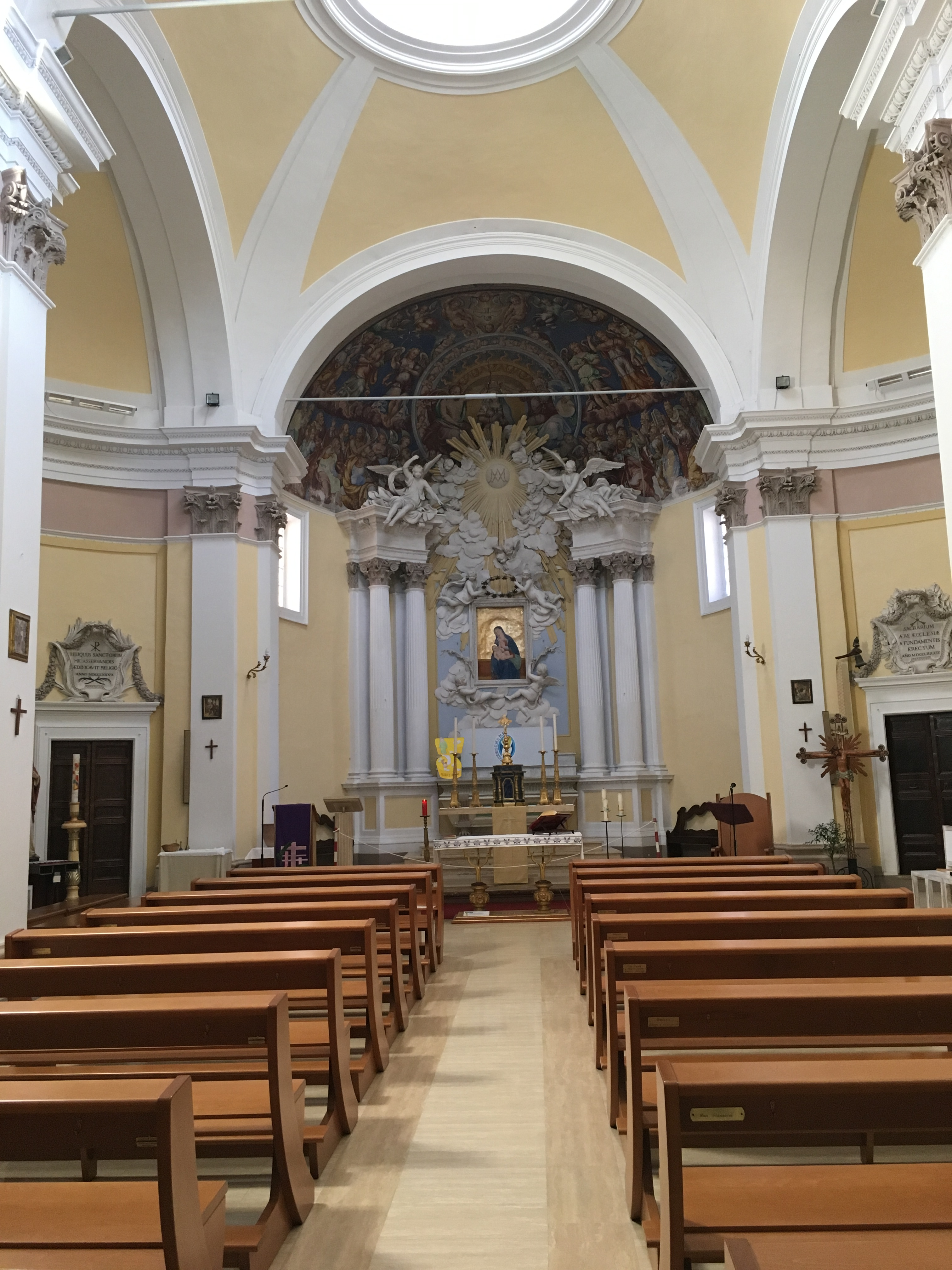
Interno

La chiesa, la sagrestia e la casa parrocchiale annessa, già lesionate dal terremoto del 1997, nel 2005 furono ulteriormente danneggiate da altre scosse avvenute il 15 dicembre e pertanto dichiarate inagibili. Dopo un lungo periodo di degrado, nel 2008 iniziarono i lavori di restauro, riqualificazione e consolidamento sismico, completati poi negli anni 2011-2013.

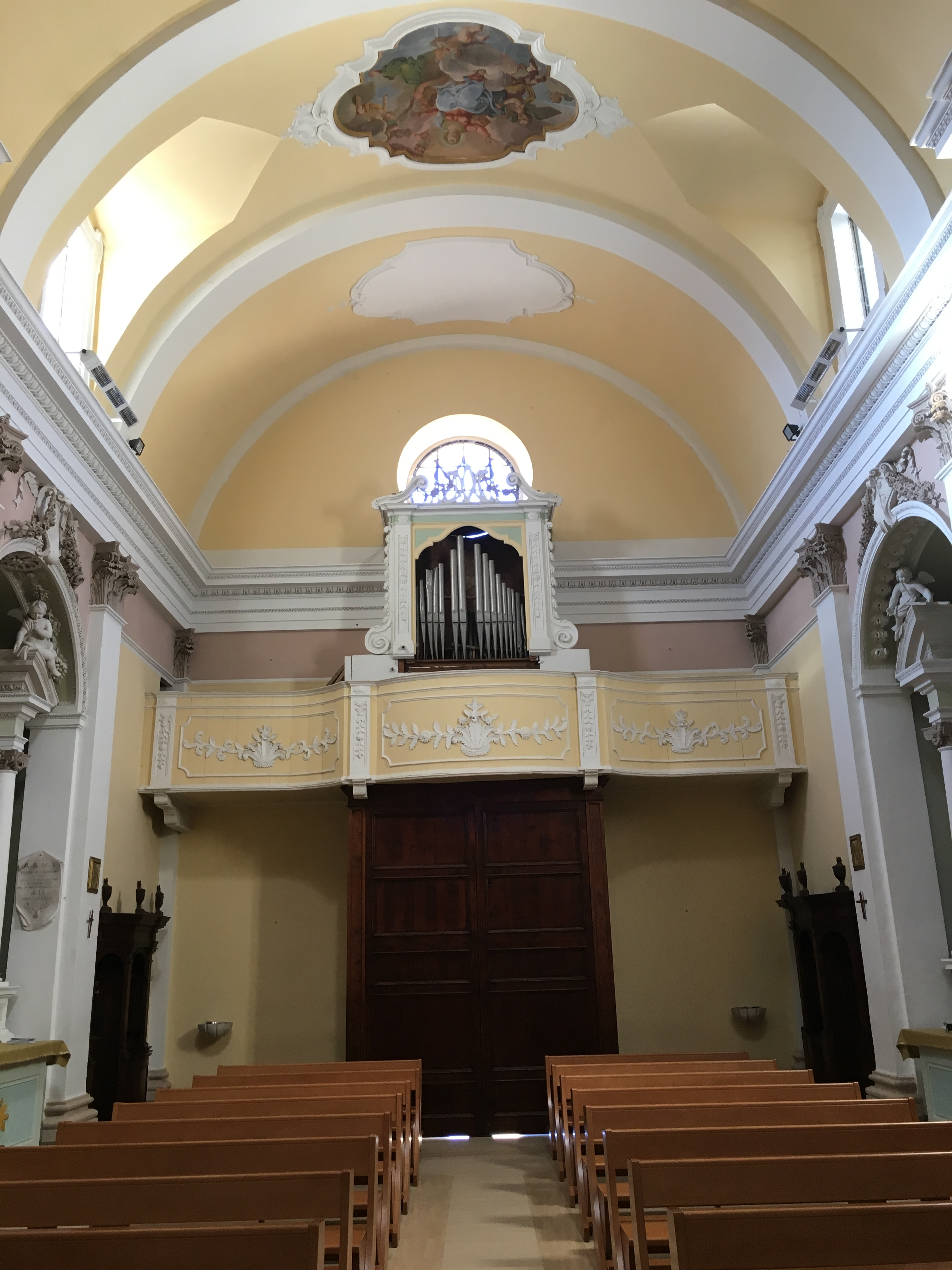
L'organo sopra l'ingresso

## Descrizione

### L'esterno
La facciata a due spioventi è spartita da quattro lesene in cotto che terminano in un cornicione dentellato; il portale rinascimentale in pietra scolpito nel 1541 da mastro Ciono di mastro Taddeo di Como, si presenta con paraste corinzie e timpano triangolare; è sormontato da un finestrone circolare. La pianta è a croce latina, chiusa da una cupola con lanternino e da una torre campanaria nella cui cella si trova un'iscrizione recante l'anno di costruzione, 1617.
Il santuario e la casa parrocchiale adiacente, collegati tra loro dalla sagrestia, formano un'unica unità edilizia.

### L'interno
Sopra le quattro porte delle absidi laterali sono situate altrettante iscrizioni epigrafiche; il loro studio ha consentito l'acquisizione di dati rilevanti.
Interpretando una di esse, Luigi Fausti attribuì a Giuseppe Valadier il restauro di tutto l'edificio datandolo 1797 ma, sulla scorta di una lettera autografa dallo stesso architetto, la sua presenza in loco sembrerebbe circoscritta solo all'anno 1785 e i suoi interventi limitati alle decorazioni in stucco in stile rinascimentale-neoclassico del presbiterio, e alla direzione dei lavori nella realizzazione dell'altare maggiore, da lui stesso disegnato.
L'interno venne comunque rimaneggiato più volte e completamente trasformato tra il 1783 e il 1797. Vari ammodernamenti successivi hanno causato alterazioni spesso in totale contrasto con lo stile precedente; il restauro messo in atto nel 2008-2009 ha consentito di riparare svariati errori effettuati negli anni. Nella controfacciata sopra la cantoria si trova l'organo.
L'altare di destra custodisce una tela del XVII secolo con la Madonna col Bambino e Santi. All'altare laterale di sinistra è invece una grande tela firmata da Gian Domenico Mattei, datata 1656, raffigurante la Madonna col Bambino tra gli angeli con San Francesco e Sant'Antonio di Padova; davanti una statua realizzata dalla bottega di arte sacra di Giuseppe Stuflesser. 
Nel catino absidale si trova un grande affresco di Fabio Angelucci da Mevale di Visso, raffigurante l'Incoronazione di Maria da parte dell’Eterno e di Cristo, con personaggi del Vecchio e Nuovo Testamento, databile intorno al 1574. 
Al di sotto è l'altare maggiore, collocato durante la ristrutturazione tardo settecentesca e formato da una mostra formata da due coppie di colonne corinzie scanalate, arricchita da stucchi bianchi, a forma di nuvole, che sostengono due angeli protesi verso l'altare. In esso è un piccolo dipinto con la Madonna col Bambino; la decorazione a mosaico sullo sfondo è stata aggiunta più di recente.
Ai lati dell'altare maggiore erano invece due preziosi affreschi de Lo Spagna, Annunciazione e Natività, poi staccati e spostati in occasione della ristrutturazione del XVIII secolo in sagrestia, dove sono tuttora conservati insieme a ricchi arredi e mobili d'epoca.